# Фарах Пахлаві
Фарах Діба, у шлюбі Пахлаві (перс. فرح پهلوی, азерб. Fərəh Pəhləvi; 14 жовтня 1938, Тебриз, Східний Азербайджан, Іран) — імператриця-вдова Ірану, дружина шаха Мохаммеда Реза Пахлаві. З трьох дружин шаха вона єдина була коронована як імператриця (шахбану).

## Біографія
Азербайджанка за походженням, Фарах Діба народилася в родині офіцера-випускника Сен-Сіра. Її дід по батьківській лінії наприкінці XIX століття був послом Ірану при дворі Романових. Фарах була з багатої родини, однак смерть її батька змусила родину залишити віллу в Тегерані та переїхати до родичів. Освіту отримала в Тегерані та Парижі. У шкільні роки захоплювалася спортом, очолювала команду з баскетболу. Після закінчення ліцею захопилася архітектурою та вчилася в Ecole Speciale d'Architecture у Парижі. Там же в 1959 році на прийомі в іранському посольстві представлена шахові як одна з іранських студенток, які навчалися у Франції. Їх весілля відбулося 21 грудня 1959 року. Спадкоємця престолу, Кіра Реза Пахлаві, народила 31 жовтня 1960 року.
Всього у шлюбі народила четверо дітей:
- Кір Реза Пахлаві (нар. 30 жовтня 1960)
- Фарахназ Пехлеві (народилася 12 березня 1963)
- Алі Реза Пехлеві (нар. 28 квітня 1966). 4 січня 2011 року вчинив самогубство пострілом з рушниці в своєму будинку в Бостоні.
- Лейла Пехлеві (народилася 27 березня 1970). 10 червня 2001 року Лейла Пахлаві була знайдена мертвою в номері готелю в Лондоні. Причини смерті точно встановлені не були. Принцеса страждала сильною депресією в останні роки життя.

Свій вільний час імператриця Фарах присвячувала мистецтву.
Фарах Піхлаві — високоосвічена жінка, крім перської, вільно володіє азербайджанською, англійською та французькою мовами. Завжди модно та елегантно одягалася. Її порівнювали з Жаклін Кеннеді.
У 1972 році імператриця Пахлаві відвідала СРСР, де була запрошена в Азербайджан. У Баку їй організовали пишний прийом. На концерті, присвяченому приїзду імператриці, виступили провідні артисти Азербайджану — Зейнаб Ханларова, Муслім Магомаєв, Шовкет Алекперова, Рашид Бейбутов, Фідан Касимова та інші.
Після ісламської революції 1979 року правитель і його сім'я знайшли притулок в Єгипті, потім на запрошення короля Хасана II ненадовго переїхала в Марокко. Овдовівши, Фарах Пахлаві на запрошення американського уряду влаштувалася в США. У 2003 році написана нею книга спогадів «Моє життя з шахом» стала міжнародним бестселером.

## Внесок у мистецтво та культуру
Ще на початку свого правління імператриця брала активну участь у розвитку культури та мистецтва в Ірані. Завдяки її заступництву створено безліч організацій, які сприяли подальшому розвитку історичного та сучасного іранського мистецтва як в Ірані, так і в західному світі. Будучи імператрицею, шахбану домоглася від чоловіка виділення значних коштів для скупки іранських старожитностей, раніше вивезених антикварами за кордон. За її сприяння Тегеранський музей сучасного мистецтва перетворився на найбільше зібрання Азії. Разом з тим, її прихильність до розкоші та «гламурний» стиль життя викликали невдоволення консерваторів та релігійних радикалів.

## Іранська революція
В Ірані на початку 1978 року невдоволення імператорським урядом стає все більш вираженим. Невдоволення в країні продовжувало зростати, а пізніше призвело до масових виступів проти монархії.
До кінця року політична ситуація різко погіршилася. Безлад та хвилювання ставали все частішими та досягли своєї кульмінації в січні 1979 року. Уряд запровадив воєнний стан у більшості великих іранських міст. Країна була на межі революції.
У цей час шах і імператриця вирішили залишити країну. Вони покинули Іран на літаку 16 січня 1979 року.

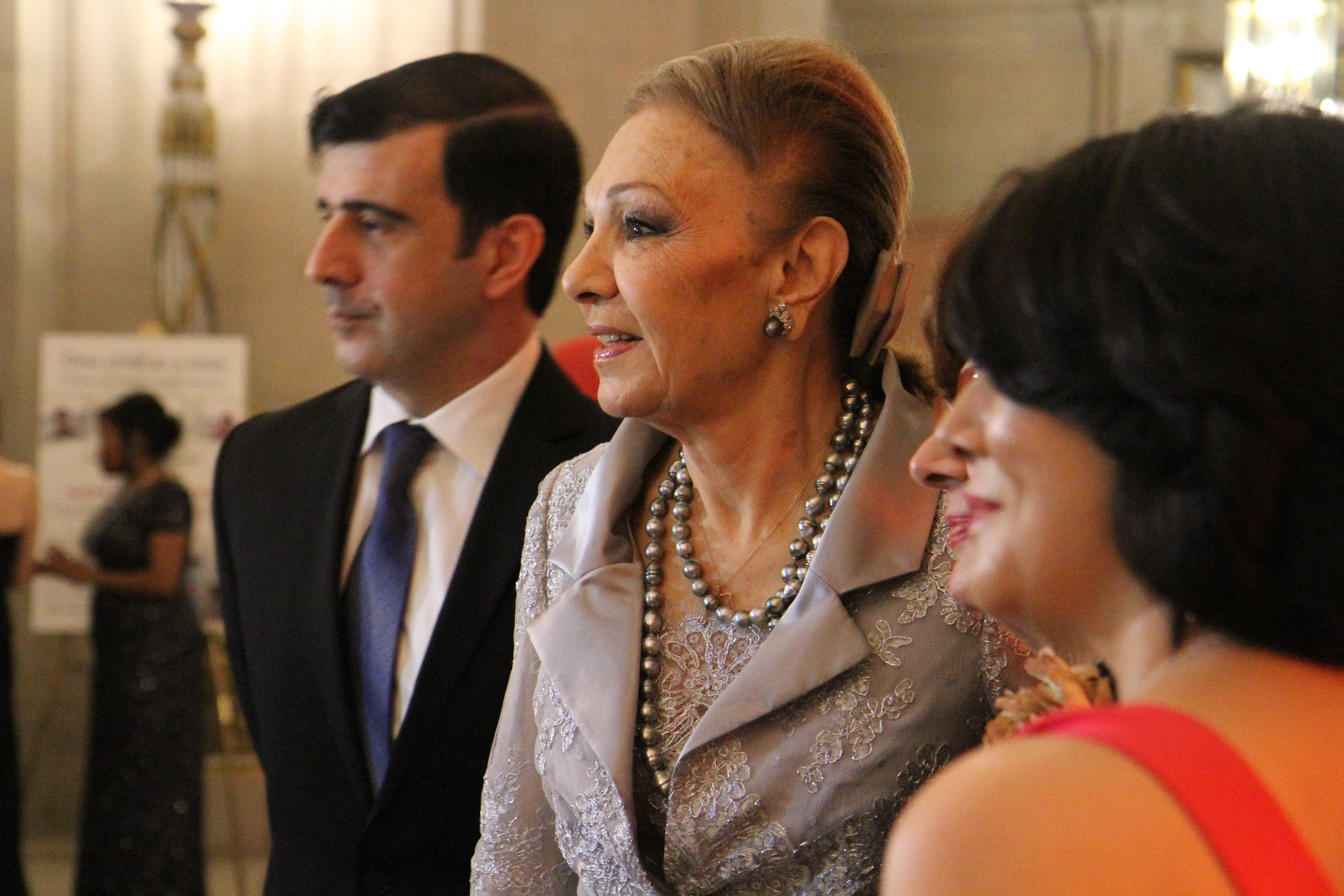
У Вашингтоні, 12 березня 2016

## У вигнанні
Після смерті шаха вигнана імператриця залишалася в Єгипті упродовж майже двох років. Через кілька місяців після вбивства президента Садата в жовтні 1981 року, імператриця та її сім'я залишили Єгипет. Президент Рональд Рейган повідомив імператриці, що її готові прийняти в США.
Спочатку Фарах Пахлаві оселилася у Вільямстауні, штат Массачусетс, але пізніше купила будинок в Гринвічі, штат Коннектикут. Після смерті її дочки принцеси Лейли у 2001 році вона придбала невеликий будинок в Потомаку, штат Меріленд, недалеко від Вашингтона, округ Колумбія, щоб бути ближче до сина і онуків.

### Онуки
Фарах має трьох онучок від сина Кір Реза Пахлаві і його дружини Ясмін Пахлаві:
- Нур Пахлаві (3 квітня 1992)
- Іман Пахлаві (12 вересня 1993)
- Фарах (17 січня 2004)

Імператриця також має одну внучку від її покійного сина Алі Реза Пахлаві.
- Іріана Лейла (26 липня 2011)

## Нагороди
- Іран — Орден Плеяд 1 класу (1959)
- Швеція — Орден Серафимів (1960)
- Данія — Дама ордена Слона (1963)
- Нідерланди — Великий хрест ордена Нідерландського лева (1963)
- Франція — Великий хрест Ордена Почесного легіону (1963)
- Ефіопія — Великий хрест ордена Цариці Савської (1964)
- Бельгія — Великий хрест ордена Леопольда I (1964)
- Норвегія — Великий хрест ордена Святого Олафа (1965)
- Туніс — Велика стрічка ордена Визволення (1965)
- Бразилія — Ланцюг ордена Південного Хреста (1965)
- Аргентина — Великий хрест ордена Визволителя Сан-Мартіна (1965)
- Югославія — Орден Югославської зірки 1 класу (1966)
- Австрія — Золотий Почесний знак «За заслуги перед Австрійською Республікою» (1966)
- Німеччина — Великий хрест ордена «За заслуги перед Федеративною Республікою Німеччини» спеціального класу (1967)
- Іран — Орден Сонця (Хоршід) 1 класу (1967)
- Малайзія — Гранд-командор ордена Корони Малайзії (1968)
- Японія — Велика стрічка ордена Дорогоцінної корони (1968)
- Таїланд — Дама ордена Чакри (1968)
- Італія — Великий хрест, декорований Великий стрічкою ордена «За заслуги перед Італійською Республікою» (1974)
- Іспанія — Великий хрест ордена Ізабелли Католички (1975)

## Галерея

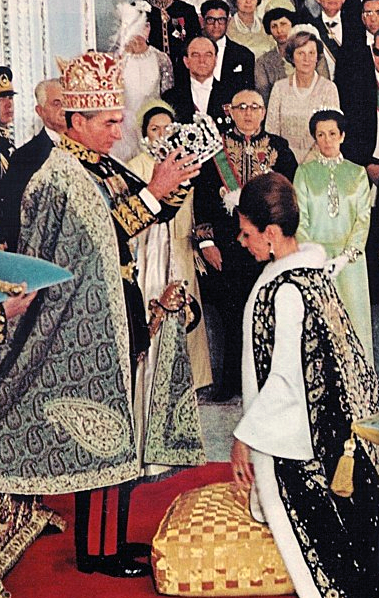
Шах коронує імператрицю на церемонії коронації короною Шахбану в 1967
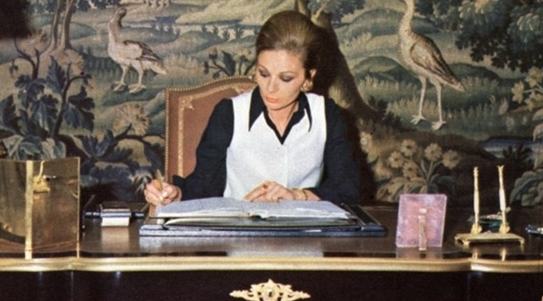
За роботою в кабінеті. Тегеран, 1970-і
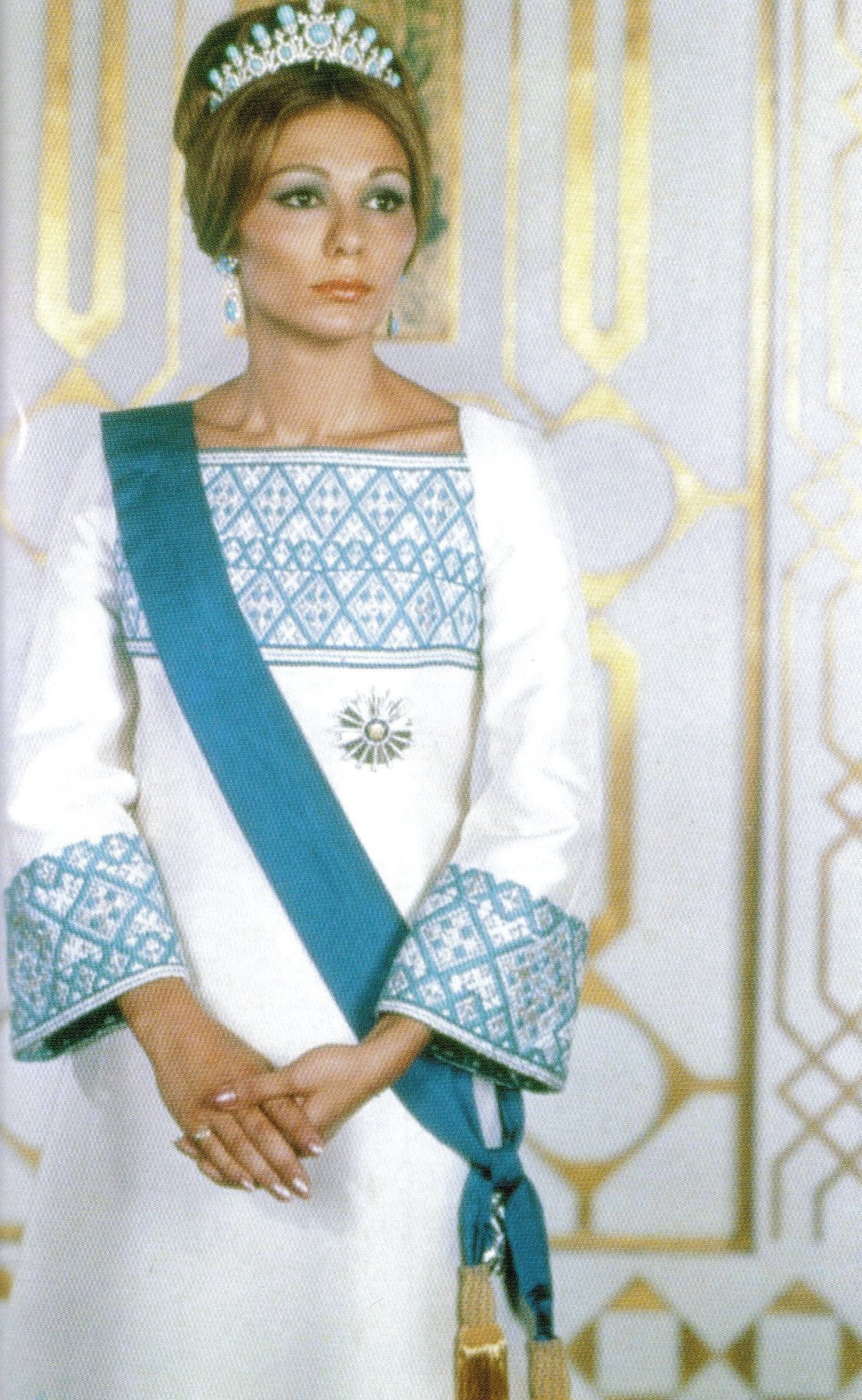
1972
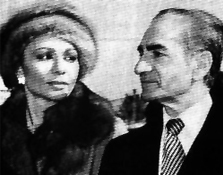
Перед від'їздом з Ірану в 1979
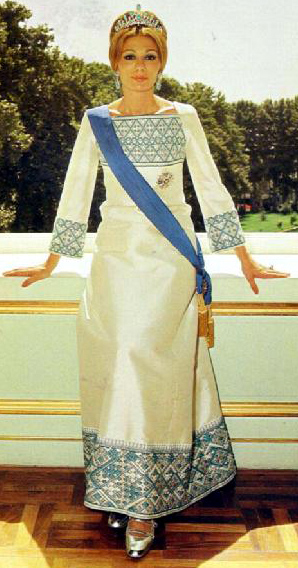
Фарах Пахлаві з поясом та Орденом Ар'ямехр
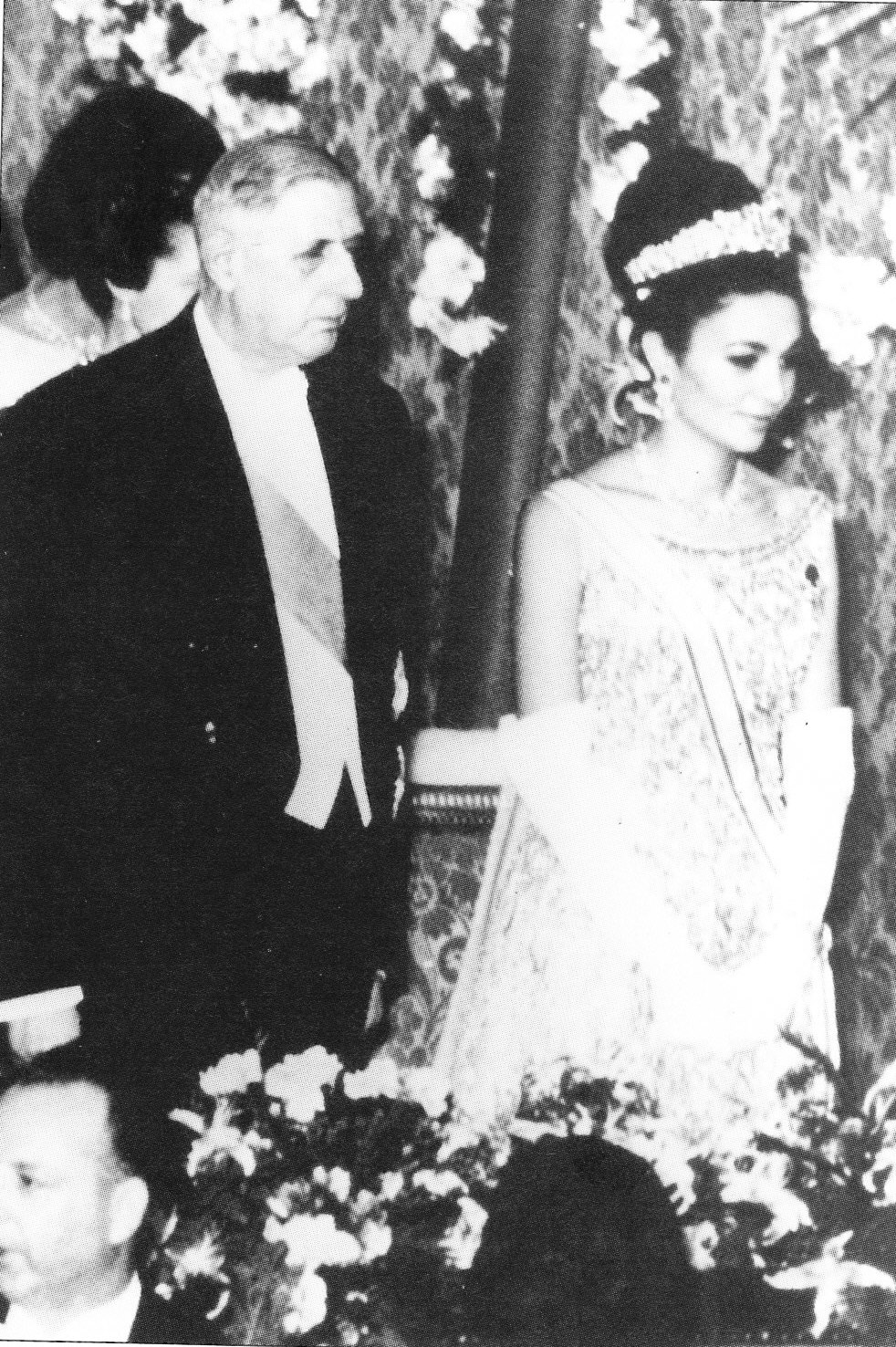
Фарах Пахлаві і Шарль де Голль
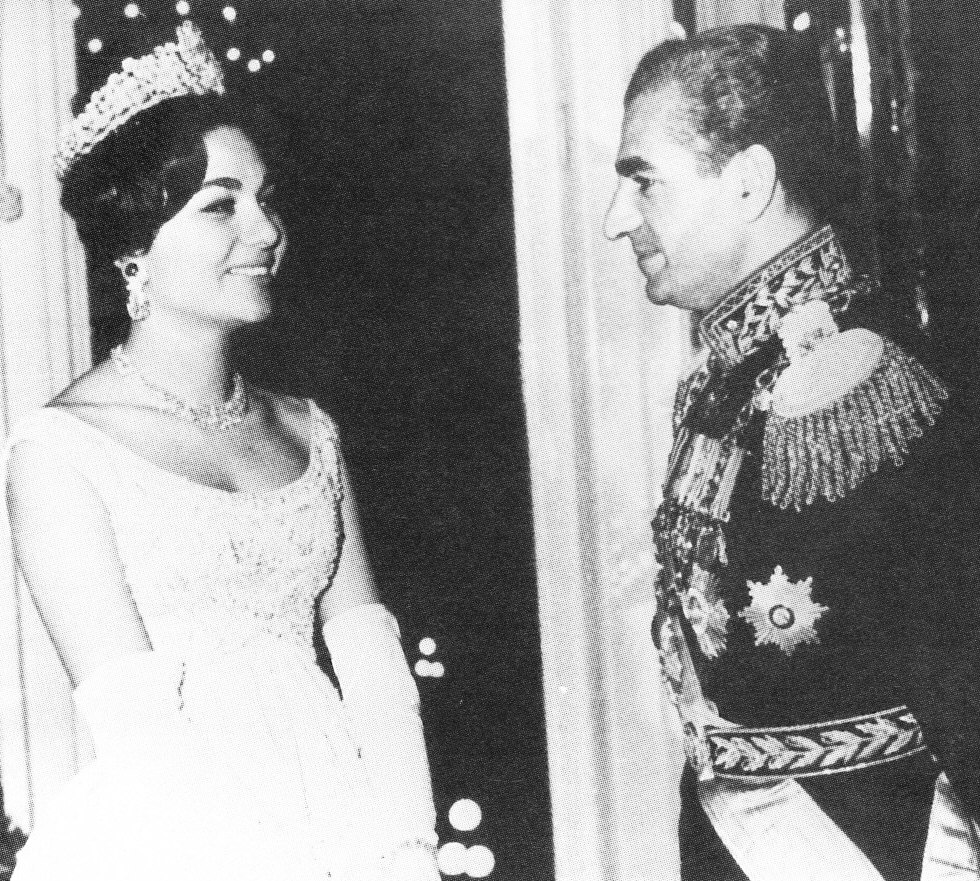
Фарах Пахлаві та Мохаммед Реза Пахлаві на їхньому весіллі
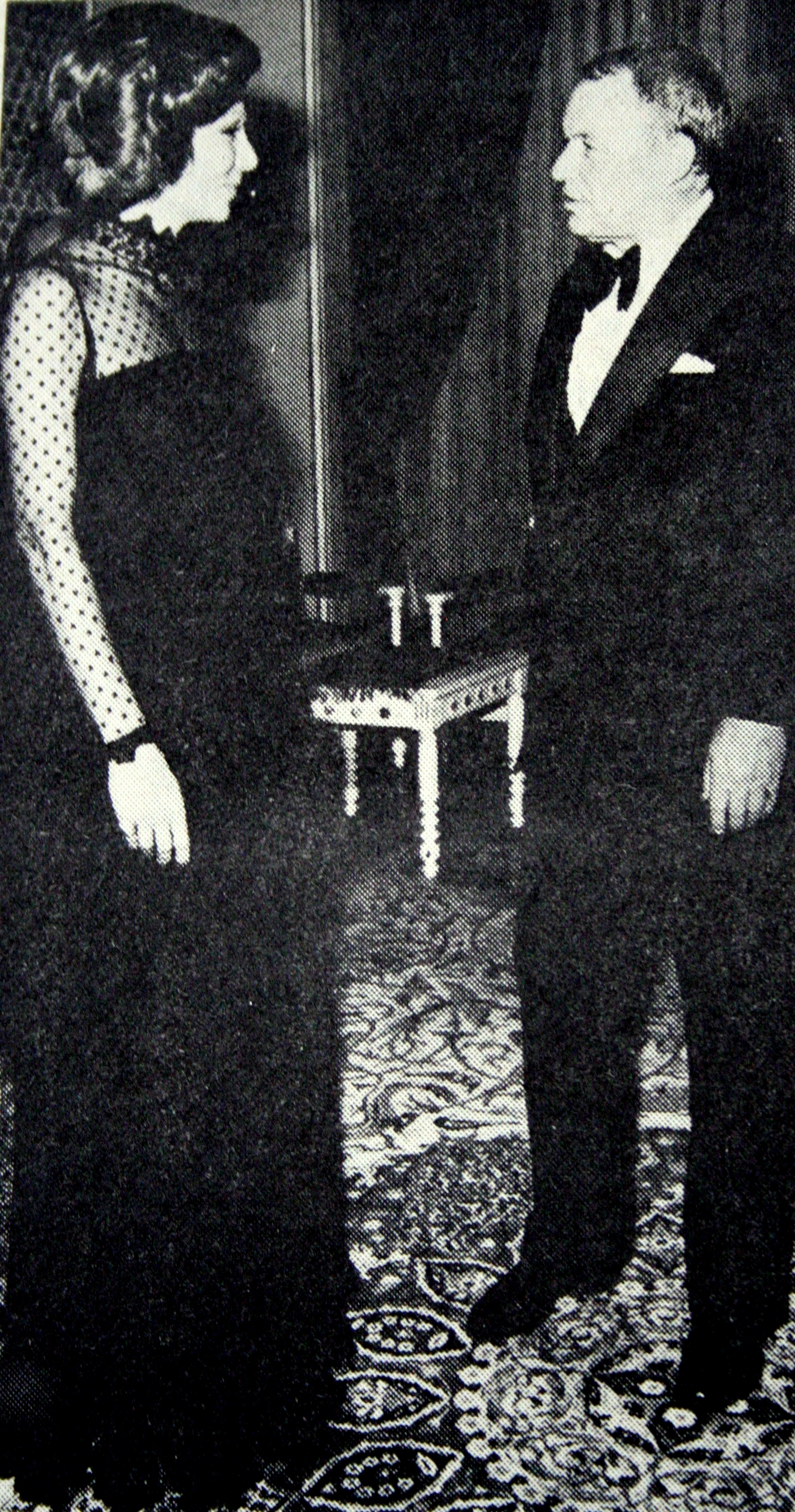
Фарах Пахлаві та Френк Сінатра, Тегеран, 1975
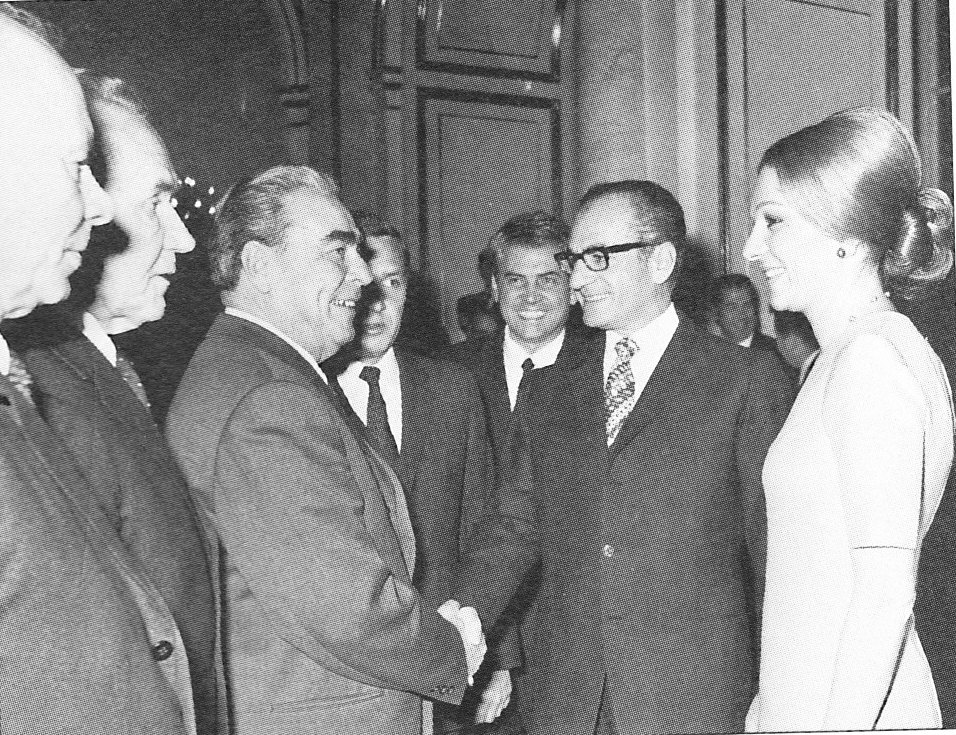
Фарах Пахлаві та шах з Леонідом Брежнєвим
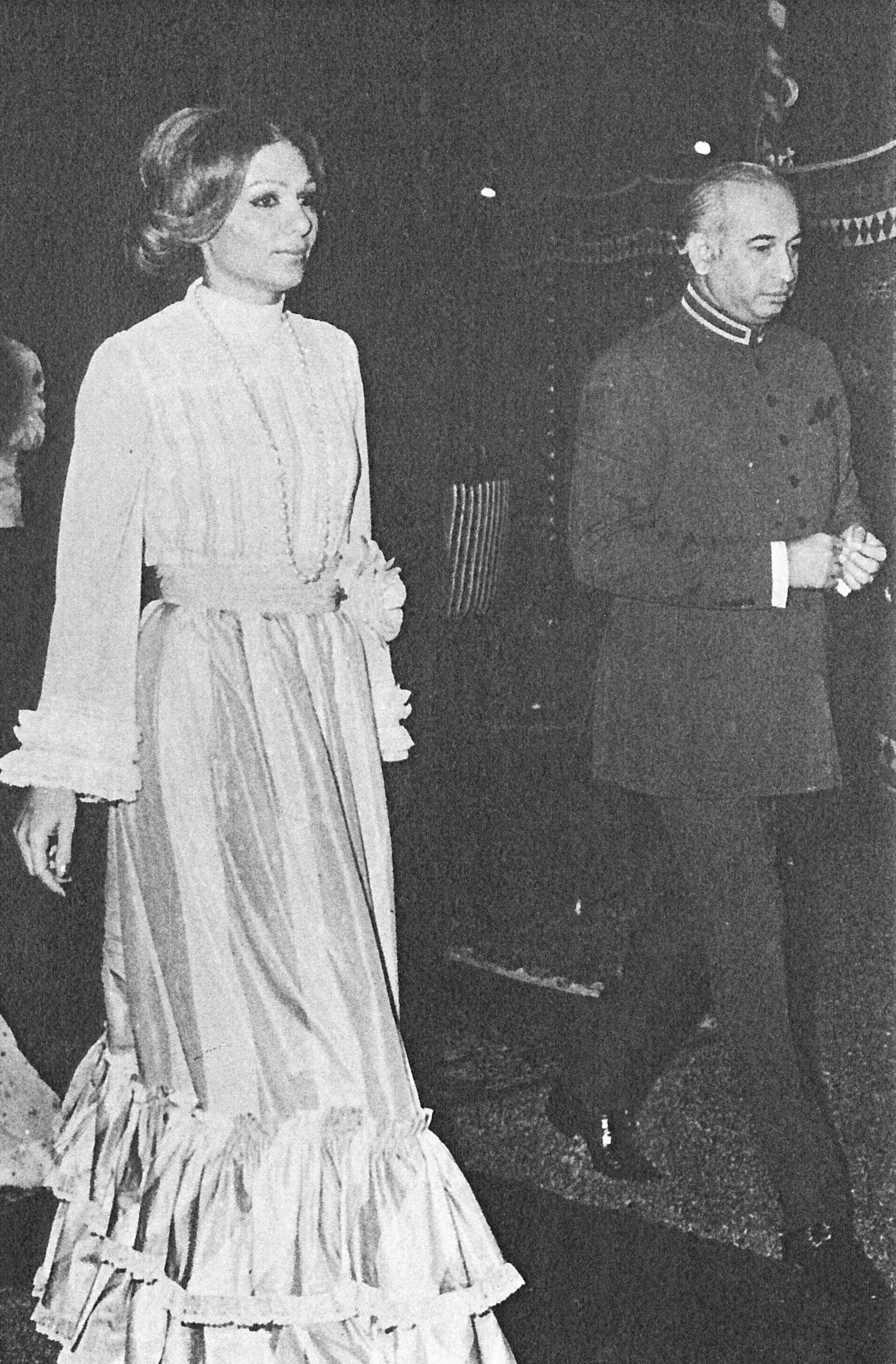
Фарах Пахлаві з пакистанським лідером Зульфікаром Алі Бхутто
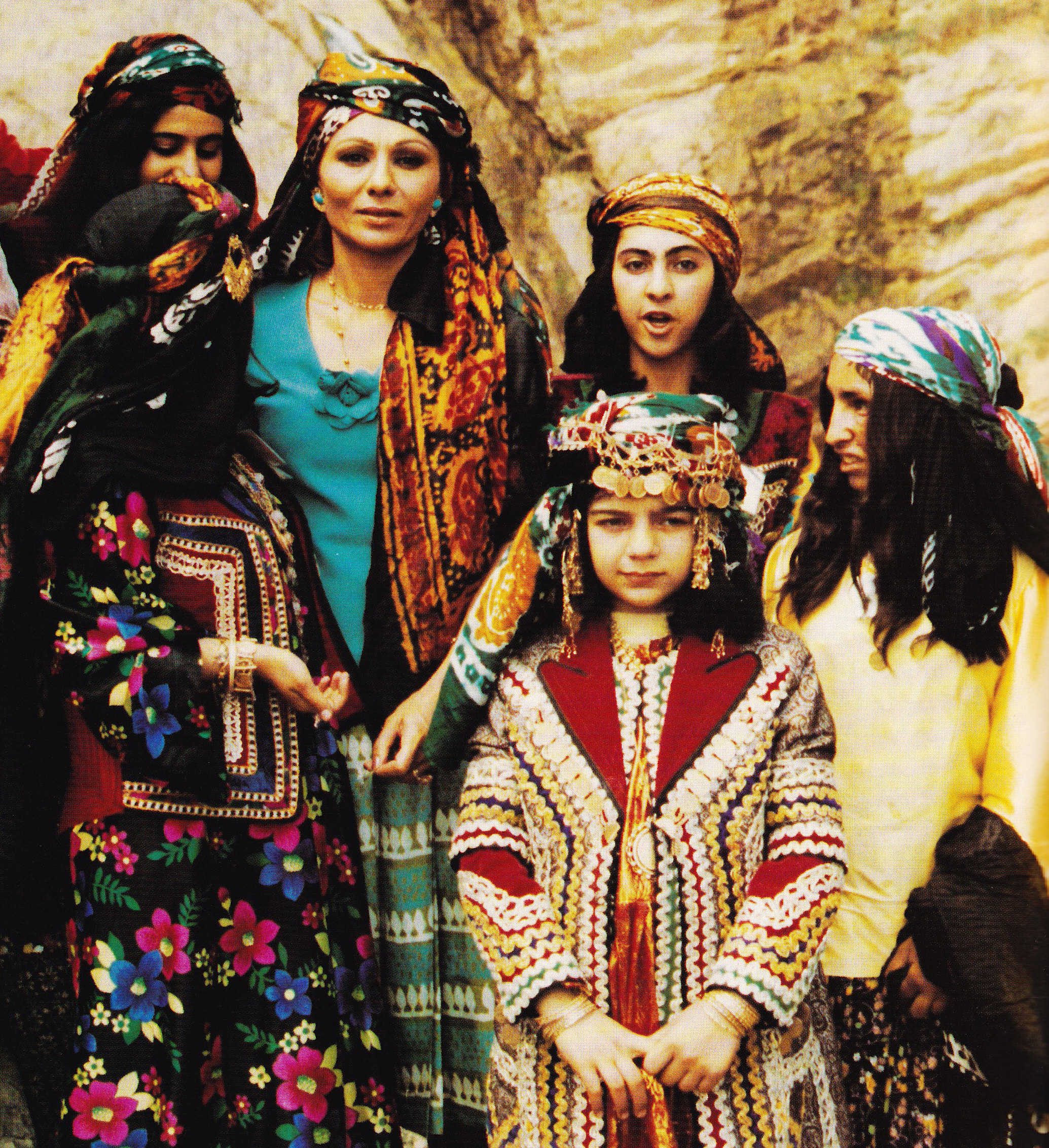
Фарах Пахлаві в костюмі народу лури в провінції Лурестан
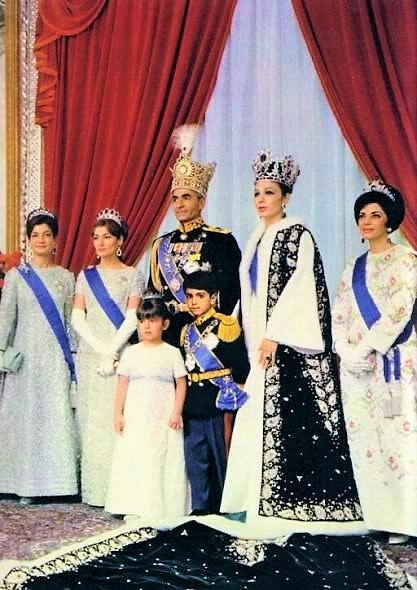
Імператорська сім'я після коронації в 1967